# 科基纳
科基纳（希臘語：Κόκκινα），又称埃伦科伊（土耳其語：Erenköy），是北塞浦路斯控制的一块沿海飞地（参见土耳其裔塞浦路斯人飞地）。它被群山环绕，北侧濒临莫尔富湾。科基纳位于北塞浦路斯本土以西数公里，对塞浦路斯人具有象征意义，因其与1964年8月的事件相关。1976年，科基纳的所有居民被迁往亚卢萨（后改名为土耳其语的“新埃伦科伊”），此后该飞地一直作为北塞浦路斯国防军的军营，由土耳其军队驻守。